# Phaeophilacris tournieri
Phaeophilacris tournieri är en insektsart som beskrevs av Lucien Chopard 1954. Phaeophilacris tournieri ingår i släktet Phaeophilacris och familjen syrsor. Inga underarter finns listade i Catalogue of Life.